# Nyanja muiri
Nyanja muiri är en insektsart som beskrevs av William Lucas Distant 1908. Nyanja muiri ingår i släktet Nyanja och familjen spottstritar. Inga underarter finns listade i Catalogue of Life.